# 鈴木喜政
鈴木 喜政（すずき きせい、1906年〈明治39年〉11月23日 - 1984年〈昭和59年〉11月28日）は、福島県内郷市（現・いわき市）長。福島県議会議員。

## 来歴
福島県石城郡夏井村出身。福島県立磐城中学校（現・福島県立磐城高等学校）に入り、陸上部で活躍する。1930年日本歯科医学専門学校（現・日本歯科大学）卒。内郷村（のち内郷町→内郷市、現・いわき市）で歯科医を開業する。1942年4月内郷村議となり、同年7月町制施行により内郷町議となる。
戦後は内郷町商工会長の傍ら、福島県陸上競技会会長・東北陸上競技会長を歴任。1955年に石城郡選挙区から福島県議会議員に立候補して当選、県議会土木委員長を務めた。1963年の平市長選に諸橋久太郎市長の後継として立候補するも大和田弥一に敗れ、1965年に内郷市長沼田一夫の死去による内郷市長選挙に立候補し当選。1966年にいわき市に合併するまで市長を務めた。
1967年福島県議に復帰。県議会商工労働企画開発委員長、副議長、自由民主党福島県連総務会長、同副会長を歴任した。1984年現職のまま死去した。

## 親族
父・鈴木辰三郎 - 衆議院議員、福島県平市（現・いわき市）長。